# Gregor Jereb
Gregor Jereb, slovenski novinar in publicist, * 8. marec 1845, Dolenja Ravan, † 5. marec 1893, Trst.

## Življenje in delo
Gregor Jereb se je rodil v hribovski vasi v Poljanski dolini. Ljudsko šolo je obiskoval v Poljanah, normalko v Škofji Loki, nižjo gimnazijo v Kranju, iztopi junija 1867 iz 5. razreda gimnazije  v Ljubljani ter bil po končani vojaški službi sprejet k brzojavnemu uradu, kjer je 1873 postal brzojavni asistent. Nekaj časa je služboval v Pazinu in Ljubljani, večinoma pa v Trstu, kjer je tudi umrl.
Deloval je v tržaških narodnih društvih in pisal za razne tamkajšnje liste. V Ljubljanskem zvonu pa je objavil nekaj nekrologov za pisatelji: F. J. Remec (1883), J. Podmilšak (1884) in še nekaterimi drugimi.